# Viseu (Pará)
Viseu est une municipalité brésilienne située dans l'État du Pará.